# Вагрия
Ва́грия (нем. Wagrien) — древнее название восточной части Голштинского герцогства, между Балтийским морем и рекой Траве, местность (регион) на востоке германской земли Шлезвиг-Гольштейн.
Высшей точкой Вагрии является Бунгсберг (168 метров), на котором расположена древняя крепость. На конец XIX века в Вагрию входили: округи Ольденбург, Плен, большая часть Зегеберга, части округов Киль и Штромарн прусской провинции Шлезвиг-Голштинии, ольденбургское княжество Любек и, наконец, большая часть области вольного города Любека.

## История
В глубокой древности Вагрия служила, вероятно, сборным пунктом различных германских племён для служения богине Нерте.
Вагрия в период IX—XI веков была населена славянским племенем бодричей (оботритов), которым данные земли были представлены Карлом Великим, во время войн с саксами, которые в течение трёх столетий сохраняли свою независимость от германцев и языческую религию. Главным городом региона был Старигард (ныне Ольденбург-ин-Хольштайн), важный торговый пункт на Северном море. Первоначально к Вагрии причислялся также остров Фемерн. Другой резиденцией вендских правителей был город Плен.
В Средние века Вагрией (нем. Wageria) назывались значительно более обширные славянские земли.
Согласно «Славянской энциклопедии», Вагрия это историческое название области, расположенной между Балтийским морем, реками Травой и Швентине и островом Фемарн (Фембре). Вагрия была населена славянским племенем вагров-варинов, а с X века подверглась опустошительным набегам немецких феодалов и была захвачена ими в 1139 году. В XII веке окончательно завоевана голштинцами и скоро была онемечена.

## Герб
Герб Вагрии представляет собой щит с изображением серебряной воловьей головы с голштинскими крапивными листьями между рогов, в красном поле.